# Brooke Lynn Hytes
Brooke Lynn Hytes, nome artístico de Brock Hayhoe, é uma drag queen e bailarina canadense. É conhecida por ter competido na décima primeira temporada de RuPaul's Drag Race, onde terminou em 2º lugar, e por ser a primeira competidora canadense a participar do programa norte-americano, sendo atualmente a aprentadora da versão Canada's Drag Race. Brooke é ex-dançarina do Cape Town City Ballet e do Les Ballets Trockadero de Monte Carlo e vencedora do título de Miss Continental 2014.

## Biografia
Nasceu a 10 de março de 1986, em Toronto. Quando tinha 15 anos, começou a dançar balé na Escola Nacional de Balé do Canadá por cinco anos. Ele se assumiu gay quando tinha 18 anos.
Hayhoe estava morando em Nashville, Tennessee, antes de ser aceite na competição Drag Race.
A sua dragmother (mãe drag) é Farra N. Hyte, e sua drag sister (irmã drag) é Heaven Lee Hytes.

## Filmografia

### Filme
| Ano  | Título | Papel      | Notas | Ref.  |
| ---- | ------ | ---------- | ----- | ----- |
| 2014 | Seek   | Drag Queen |       | [ 8 ] |

### Televisão
| Ano             | Título                        | Papel     | Notas                                  |
| --------------- | ----------------------------- | --------- | -------------------------------------- |
| 2018            | Ozzy & Jack's World Detour    | Ela mesma | Episódio: "Grand Ole Osbournes" (T3E6) |
| 2019            | RuPaul's Drag Race            | Ela mesma | Participante (vice-campeã)             |
| 2019            | RuPaul's Drag Race: Untucked  | Ela mesma | Participante (vice-campeã)             |
| 2020 - presente | Canada's Drag Race            | Ela mesma | Jurada Principal                       |
| 2021            | RuPaul's Drag Race: All Stars | Ela mesma | Episódio: "The Blue Ball" (T6E2)       |

### Série da Web
| Ano  | Título    | Papel     | Notas                     | Ref.  |
| ---- | --------- | --------- | ------------------------- | ----- |
| 2019 | Follow Me | Ela mesma | Episódio: "Mayhem Miller" | [ 9 ] |

## Prêmios e indicações
| Ano  | Órgão de Premiação     | Categoria                | Trabalho  | Resultado | Ref.   |
| ---- | ---------------------- | ------------------------ | --------- | --------- | ------ |
| 2019 | People's Choice Awards | Most Hypeworthy Canadian | Ela mesma | Venceu    | [ 10 ] |